# Liste der japanischen Botschafter im Vereinigten Königreich

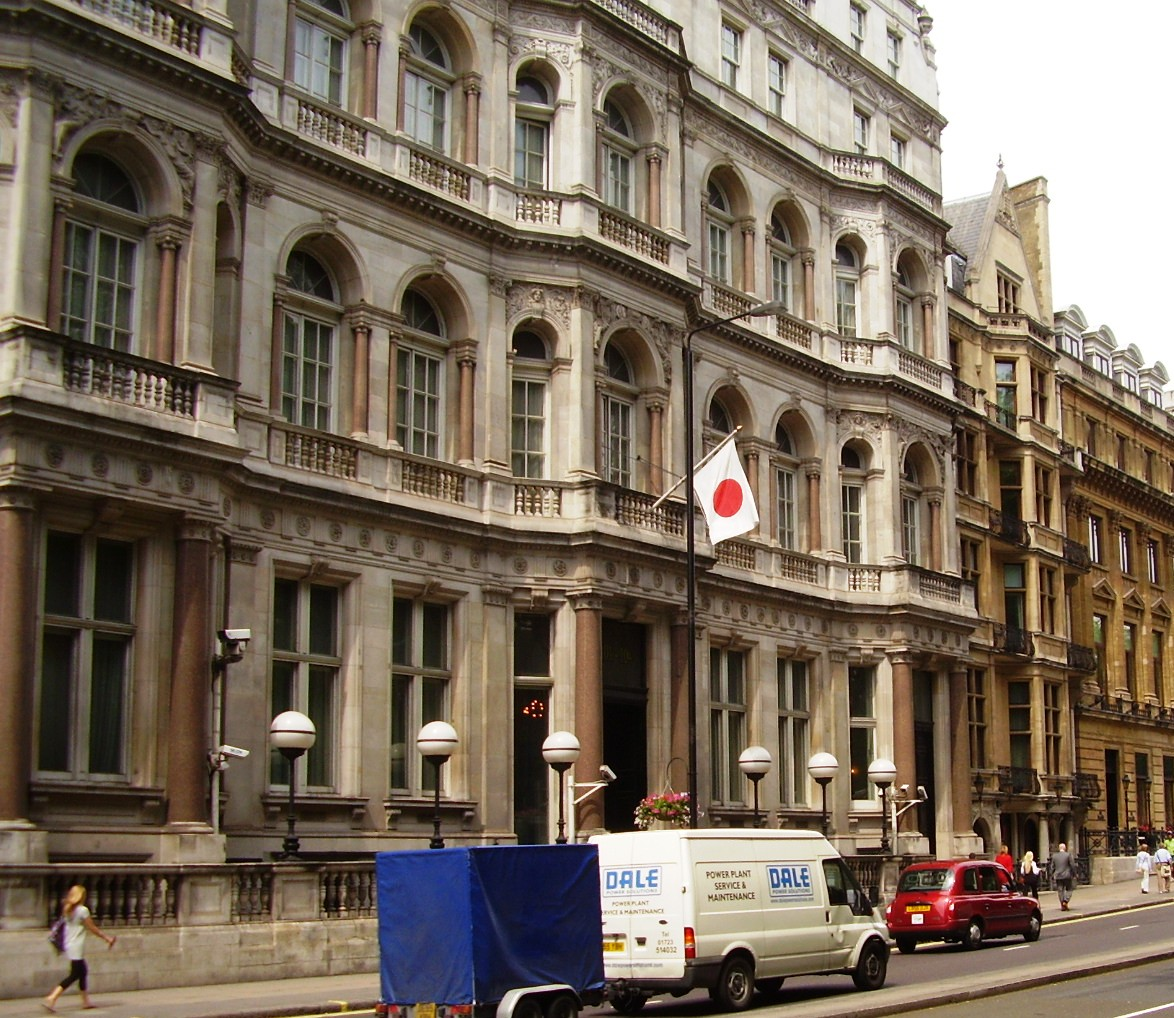
Die Botschaft befindet sich 101-104 Piccadilly, London.

| Ernennung/Akkreditierung | Botschafter        | Japanische Schrift | Bemerkungen | ernannt während der Regierung von | akkreditiert während der Regierung von                        | Posten verlassen |
| ------------------------ | ------------------ | ------------------ | --- | --------------------------------- | ------------------------------------------------------------- | ---------------- |
| 1872                     | Terashima Munenori | 寺島宗則           | | Meiji                             | Benjamin Disraeli                                             | 1873             |
| 1873                     | Kagenori Ueno      | 上野景範           | (* 8. Januar 1845; † 11. April 1888) 1874 bis 1879: Konsul in London verhandelte 1875 mit dem osmanischen Botschafter die Aufnahme diplomatischer Beziehungen. | Meiji                             | Benjamin Disraeli                                             | 1879             |
| 1879                     | Mori Arinori       | 森有礼             | | Meiji                             | Benjamin Disraeli                                             | 1884             |
| 1884                     | Masataka Kawase    | 河瀬真孝           | | Meiji                             | William Ewart Gladstone                                       | 1893             |
| 1894                     | Aoki Shūzō         | 青木周蔵           | | Itō Hirobumi                      | Archibald Philip Primrose, 5. Earl of Rosebery                | 1898             |
| 1898                     | Katō Takaaki       | 加藤高明           | | Itō Hirobumi                      | Robert Arthur Talbot Gascoyne-Cecil, 3. Marquess of Salisbury | 1900             |
| 1900                     | Hayashi Tadasu     | 林董               | | Itō Hirobumi                      | Robert Arthur Talbot Gascoyne-Cecil, 3. Marquess of Salisbury | 1906             |
| 1908                     | Katō Takaaki       | 加藤高明           | | Katsura Tarō                      | Herbert Henry Asquith                                         | 1913             |
| 1913                     | Katsunosuke Inoue  | 井上勝之助         | | Yamamoto Gonnohyōe                | Herbert Henry Asquith                                         | 1916             |
| 1916                     | Chinda Sutemi      | 珍田捨巳           | | Terauchi Masatake                 | David Lloyd George                                            | 1920             |
| 1920                     | Hayashi Gonsuke    | 林権助             | | Hara Takashi                      | David Lloyd George                                            | 1925             |
| 1925                     | Matsui Keishirō    | 松井慶四郎         | | Kiyoura Keigo                     | Ramsay MacDonald                                              | 1929             |
| 1929                     | Matsudaira Tsuneo  | 松平恒雄           | | Hamaguchi Osachi                  | Ramsay MacDonald                                              | 1936             |
| 1936                     | Yoshida Shigeru    | 吉田茂             | | Hirota Kōki                       | Stanley Baldwin                                               | 1939             |
| 1939                     | Shigemitsu Mamoru  | 重光葵             | | Hiranuma Kiichirō                 | Arthur Neville Chamberlain                                    | 1941             |
| 1955                     | Haruhiko Nishi     | 西春彦             | (* 29. April 1893 Kagoshima; † 20. September 1986) 1952–1955: Botschafter in Canberra | Hatoyama Ichirō                   | Anthony Eden                                                  | 1958             |
| 1958                     | Katsumi Ōno        | 大野勝巳           | (* 6. April 1905 - Setagaya, Tokio; † 1. September 2006) | Kishi Nobusuke                    | Harold Macmillan                                              | 1964             |
| 1968                     | Morio Yukawa       | 湯川盛夫           | (* 23. Februar 1908 – 16. März 1988) Mitglied der japanischen Delegation bei General Douglas McArthur in Manila am 19. August 1945 zur Entgegennahme der Einzelheiten der japanischen Kapitulation 1960 Botschafter in Manila in dieser Eigenschaft kam der Vertrag über Freundschaft vom 9. Dezember 1960. 1964 bis 1968: Botschafter in Brüssel. 1972–1979: Zeremonienmeister des kaiserlichen Haushalts. | Satō Eisaku                       | Harold Wilson                                                 | 1972             |
| 1979                     | Fujiyama Naraichi  | 藤山楢一           | | Ōhira Masayoshi                   | Margaret Thatcher                                             | 1979             |
| 1994                     | Hiroaki Fujii      | 藤井宏昭           | | Murayama Tomiichi                 | John Major                                                    | 1997             |
| 1997                     | Hayashi Sadayuki   | 林貞行             | (* 10. November 1937) | Hashimoto Ryūtarō                 | Tony Blair                                                    | 2001             |
| 2001                     | Masaki Orita       | 折田正樹           | (* 1942 in Tokio) | Koizumi Jun’ichirō                | Tony Blair                                                    | 2004             |
| 2004                     | Yoshiji Nogami     | 野上義二           | (* 19. Juni 1942) | Koizumi Jun’ichirō                | Tony Blair                                                    | 2008             |
| 2008                     | Shin Ebihara       | 海老原紳           | (* 16. Februar 1948) 2006–2008: Botschafter in Jakarta | Asō Tarō                          | Gordon Brown                                                  | 2011             |
| 2011                     | Keiichi Hayashi    | 林景一             | | Noda Yoshihiko                    | David Cameron                                                 |                  |